# Цан, Адольф
Адольф Йоханнес Клеофас Цан (нем. Adolf Johannes Cleophas Zahn ; 28 сентября 1834, Мютценов (теперь Можджаново, Поморское воеводство, Польша) — 27 февраля 1900, Штутгарт) — немецкий реформатский богослов, проповедник, пастор, представитель неокальвинизма.

## Биография
Изучал протестантскую теологию в университете Галле в 1853—1856 годах. Ученик Юлиуса Мюллера. Продолжил учёбу в университете Тюбингена в 1857 году.
С сентября 1859 года служил проповедником в Соборе в Галле. Рукоположен в пастыри в октябре 1860 года в Магдебурге. Проработал в Галле 16 лет с 1860 по 1876 год.

## Избранные публикации
- «Die Ursachen des Niedergangs der reform. Kirche in Deutschland» (1881),
- «Abriss einer Gesch. der evang. Kirche in Amerika im XIX J.» (3 изд., 1893),
- «Abriss einer Geschichte der evang. Kirche im brit. Weltreich» (1891),
- «Studien über Joh. Calvin» (1894),
- «Socialdemokratie und Theologie» (1895),
- «Israel. und jüd. Geschichte» (1895),
- «Die beiden letzten Lebensjahre Calvins» (1895) и др.